# Lukas Fröde
Lukas Thomas Fröde (* 23. Januar 1995 in Fulda) ist ein deutscher Fußballspieler. Der defensive Mittelfeldspieler steht beim Drittligisten FC Ingolstadt 04 unter Vertrag.

## Karriere

### Vereine
Fröde begann seine Karriere 1999 beim TSV Neuenberg. Anschließend spielte er für Borussia Fulda und den Haimbacher SV, bevor er 2007 zum FC Carl Zeiss Jena ging. 2009 wechselte er in die C-Jugend von Werder Bremen. Dort rückte er zur Saison 2013/14 zur zweiten Mannschaft auf, die in der Regionalliga Nord spielt. Am 11. August 2013 debütierte er bei der 0:1-Niederlage beim SV Meppen unter dem damaligen Trainer Viktor Skripnik. Sein erstes Tor erzielte er am 28. März 2014 beim 2:0-Sieg gegen den BV Cloppenburg mit dem Treffer zur 1:0-Führung in der 39. Minute. In der Saison 2014/15 stieg er nach dem Gewinn der Meisterschaft und erfolgreichen Aufstiegsspielen mit der Mannschaft in die 3. Liga auf.
Ab März 2015 stand Fröde im Kader der ersten Mannschaft und saß am 1. März 2015 im Heimspiel gegen den VfL Wolfsburg erstmals auf der Bank. Am 2. Mai 2015 debütierte er beim 1:0-Sieg gegen Eintracht Frankfurt, als er in der Nachspielzeit für Zlatko Junuzović eingewechselt wurde. Zur Rückrunde der Spielzeit 2016/17 wechselte Fröde zum Zweitligisten Würzburger Kickers. Dort debütierte er beim 1:1 gegen Eintracht Braunschweig am 28. Januar 2017, dem 18. Spieltag. Sein erstes Profitor erzielte er am 6. Mai 2017, dem 32. Spieltag, beim 1:1 gegen Fortuna Düsseldorf. Am Saisonende stieg er mit Würzburg in die 3. Liga ab.
Zur Saison 2017/18 wechselte Fröde zum Zweitliga-Aufsteiger MSV Duisburg. Mitte Juli 2018 wurde bekannt, dass er seinen Vertrag beim MSV bis ins Jahr 2020 verlängert hat.
Am Ende der Saison 2018/19 stieg Fröde mit Duisburg jedoch in die 3. Liga ab, sodass sein Vertrag keine Gültigkeit mehr besaß. Er schloss sich daraufhin dem Zweitligaaufsteiger Karlsruher SC an, der ihn mit einem bis Juni 2021 gültigen Vertrag ausstattete.
Nachdem er 2021 seinen Vertrag in Karlsruhe um weitere 2 Jahre verlängert hatte, verpflichtete ihn der Ligakonkurrent Hansa Rostock für eine Saison auf Leihbasis. Bei seinem Debüt am 6. Spieltag, welches unter Hansa-Trainer Jens Härtel im Ostseestadion gegen die Vertretung vom SV Darmstadt 98 stattfand, traf er per Kopf zum 2:1 Endstand. Unter Härtel traf er in dieser Saison 2021/22 in 25 Spielen zusammen zwei Mal das Tor, erreichte das Achtelfinale im DFB-Pokal 2021/22 und platzierte sich mit den Norddeutschen als bester Aufsteiger auf Platz 13. Ende Mai 2022 dann, verpflichtete Hansa Rostock Fröde fest. Nach einer – aus Rostocker Sicht – turbulenten Zweitliga-Saison 2022/23, Fröde erfuhr nebst Jens Härtel auch noch Patrick Glöckner und Alois Schwartz als Chef-Trainer, konnte erneut Platz 13 erreicht werden. Hierbei erhielt er 32 Einsätze und erzielte 5 Tore. Im DFB-Pokal 2022/23 schied er mit dem Team bereits in der 1. Hauptrunde gegen den Viertligisten VfB Lübeck aus.
Lukas Fröde, der zu den Stammkräften der Hanseaten gehörte, trennte sich im Juni 2023 nach 59 Pflichtspielen und 7 erzielten Toren von den Rostockern und schloss sich dem Drittligisten FC Ingolstadt 04 an. Vom Trainer Michael Köllner zum Kapitän ernannt, gab er sodann am 1. Spieltag der Saison 2023/24 sein Startelfdebüt für die Schanzer.

### Nationalmannschaft
Fröde kam am 15. März 2011 beim Freundschaftsspiel gegen Rumänien erstmals für die deutsche U16-Auswahl zum Einsatz. Am 13. April 2011 erzielte er beim 5:0-Erfolg in Lettland sein einziges Tor im DFB-Dress. Für die U17-Nationalmannschaft kam Fröde siebenmal in Freundschaftsspielen zum Einsatz. Ende 2012 absolvierte er zudem zwei Freundschaftsspiele für die U18-Auswahl.

## Erfolge
- Aufstieg in die 3. Liga: 2015 (Werder Bremen II)
- Bayerischer Landespokal: 2024 (FC Ingolstadt)